# سكوت كيرتز
سكوت كيرتز (بالإنجليزية: Scott Kurtz)‏ هو فنان قصص مصورة ورسام كارتون أمريكي، ولد في 15 مارس 1971 في واتسونفيل في الولايات المتحدة.